# Златният мираж
Златният мираж е българска телевизионна новела (социално-психологическа драма) от 1971 година по сценарий на Надя Червенушева. Режисьор е Магда Каменова, а оператор Алеко Драганов. Музикално оформление Невена Димитрова. Художник Методи Занов.
Екранизация по едноименното произведение на Теодор Драйзер.

## Сюжет
Американският писател Теодор Драйзер се интересува от цената на материалното благополучие и възход..

## Актьорски състав
| В главните роли | Изпълнител       |
| --------------- | ---------------- |
| Пърси           | Наум Шопов       |
| Ема             | Вера Делчева     |
| синът           | Иван Йорданов    |
| снахата         | Невена Симеонова |
| купувачът       | Евстати Стратев  |
|                 | Георги Кишкилов  |
|                 | Пейчо Драгоев    |